# Joseph Baermann Strauss
Joseph Baermann Strauss, född 9 januari 1870 i Cincinnati i Ohio, död 16 maj 1938 i Los Angeles i Kalifornien, var en amerikansk ingenjör. ¨
Strauss, som hade tyskt påbrå, ritade bland annat Golden Gate-bron i Kalifornien, Burnside Bridge i Oregon och Lewis and Clark Bridge i Washington och Oregon, alla tre i USA. Hans brokonstruktioner har kopierats på många ställen i världen och de mest kända kopiorna i Sverige är järnvägsbroarna över Trollhätte kanal i Vänersborg och vid Danvikstull i Stockholm.

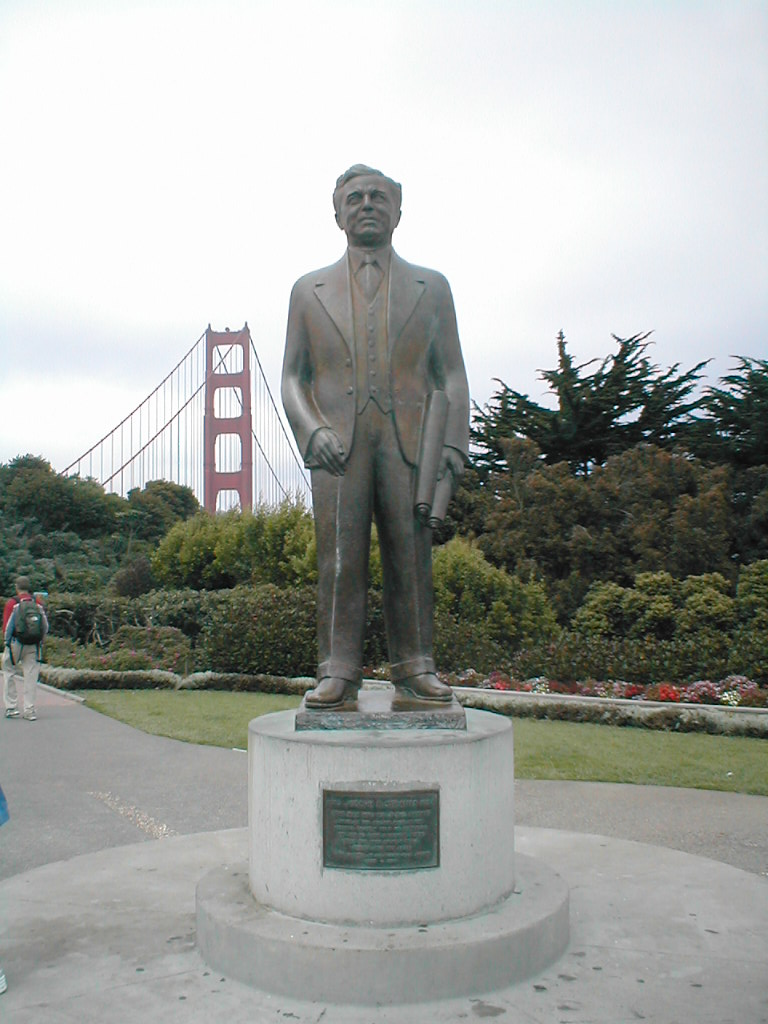
Staty av Joseph Baermann Strauss framför Golden Gate-bron.

## Översättning
Artikeln är, helt eller delvis, en översättning från engelskspråkiga Wikipedias artikel om Joseph Baermann Strauss